# Museum Tower
Pour la tour de Charlotte (Caroline du Sud), voir Museum Tower Charlotte.
La Museum Tower est un gratte-ciel de 171 mètres de hauteur construit à Dallas de 2010 à 2013.
L'immeuble abrite 125 logements répartis sur 42 étages.
L'architecte est l'agence Johnson Fain.
Le promoteur ('developer') est la société Brook Partners